# Mohamed Ali Rashwan
Mohamed Ali Rashwan –en árabe, محمد علي رشوان– (Alejandría, 16 de enero de 1956) es un deportista egipcio que compitió en judo.
Participó en dos Juegos Olímpicos de Verano en los años 1984 y 1988, obteniendo una medalla de plata en la edición de Los Ángeles 1984 en la categoría abierta. Ganó dos medallas de plata en el Campeonato Mundial de Judo en los años 1985 y 1987.

## Palmarés internacional
| Juegos Olímpicos   | Juegos Olímpicos             | Juegos Olímpicos | Juegos Olímpicos |
| Año                | Lugar                        | Medalla          | Categoría        |
| ------------------ | ---------------------------- | ---------------- | ---------------- |
| 1984               | Los Ángeles (Estados Unidos) | Medalla de plata | Abierta          |
| Campeonato Mundial |                              |                  |                  |
| Año                | Lugar                        | Medalla          | Categoría        |
| 1985               | Seúl (Corea del Sur)         | Medalla de plata | Abierta          |
| 1987               | Essen (RFA)                  | Medalla de plata | +95 kg           |